# Riera de Molinàs
La riera de Molinàs és un curs d'aigua intermitent natural del municipi de Colera (Alt Empordà). Neix a la serra de l'Albera, concretament al nucli deshabitat de Molinàs, on recull les aigües del torrent de l'Infern i del rec de Sant Miquel. Transcorre uns 5 quilòmetres en sentit est per una vall enclotada, abans de desembocar a la mar Mediterrània al mateix nucli de Colera, on el 1976 es construí el port de Colera. És una de les rieres ecològicament més ben preservades de la Costa Brava nord per l'escassa pressió humana en general i turística en particular.
És una riera típicament mediterrània, temporal, caracteritzada per una gran variabilitat del règim de cabals, amb trams que s'assequen en algun moment de l'any i on d'altres trams de règim permanent i semipermanent romanen amb aigua tot l’any, que acullen, entre d'altres espècies, una comunitat de barbs i bagres. Es tracta d'una conca pràcticament sense presència humana fixa –excepte al nucli urbà, ja a la desembocadura-, amb presència de ramaderia bovina extensiva, principalment de vaca de l'Albera -varietat autòctona catalana pròpia i restringida a aquest massís– i bruna. Els elements paisatgístics, naturals i culturals, són de gran valor: garriga, alzinar litoral, vinyes, olivars, pastures, ruscs, horts abandonats, barraques, masos aïllats i vestigis d'antics molins fariners.
El gener de 2020, el temporal Gloria va provocar una crescuda important de la riera, arrossegant còdols i sediments que van colgar el port, fent necessari dragar-lo.